# Новостройка (Томская область)
Новостройка  — деревня в Томском районе Томской области России. Входит в состав Новорождественского сельского поселения. Население 34 чел. (2021) .

## География
Находится на юго-востоке региона, вблизи границы с Кемеровской областью. Деревня стоит на берегу реки Яя, вблизи впадения ее притока Китат. Через реку находится опустевшая д. Усманка.

## История
Согласно Закону Томской области от 12 ноября 2004 года № 241-ОЗ «О наделении статусом муниципального района, сельского поселения и установлении границ муниципальных образований на территории Томского района» Новостройка вошла в состав образованного Новорождественского сельского поселения.

## Население
| 2002 | 2008 | 2009 | 2010 | 2011 | 2012 | 2013 | 2014 | 2015 |
| ---- | ---- | ---- | ---- | ---- | ---- | ---- | ---- | ---- |
| 36   | →36  | ↗38  | ↘17  | →17  | ↗18  | ↗23  | ↘18  | ↗19  |
| 2021 |      |      |      |      |      |      |      |      |
| ↗34  |      |      |      |      |      |      |      |      |

## Транспорт
Просёлочные дороги.